# Де-Матен
Де-Матен (нід. De Maten, нід. вимова: [də ˈmaːtən]) — селище в нідерландській провінції Гронінген. Входить до муніципалітету Вестерволде.
Його площа становить 3,82км², а населення станом на 2021 рік складало 250 осіб.